# Inga maritima
Inga maritima är en ärtväxtart som beskrevs av George Bentham. Inga maritima ingår i släktet Inga och familjen ärtväxter. IUCN kategoriserar arten globalt som starkt hotad. Inga underarter finns listade i Catalogue of Life.